# Ränngaffelmossa
Ränngaffelmossa (Riccia canaliculata) är en levermossart som beskrevs av Franz Georg Hoffmann. Ränngaffelmossa ingår i släktet rosettmossor, och familjen Ricciaceae. Enligt den finländska rödlistan är arten sårbar i Finland. Arten är reproducerande i Sverige. Artens livsmiljö är öppna översvämningsstränder med finsediment vid sötvatten.